# 益城町及び御船町中小学校組合立袴野小中学校
益城町及び御船町中小学校組合立袴野小中学校（ましきまちおよびみふねまちなかしょうがこうくみあいりつはかまのしょうがっこう）は、かつて熊本県上益城郡益城町にあった公立小中一貫校。

## 沿革
- 1915年2月 - 福田小学校袴野分教場が独立し袴野尋常小学校発足[1]
- 1941年3月 - 高等科併置許可。袴野国民学校と改称[1]
- 1947年4月 - 袴野小学校と改称。福田村立福田中学校袴野分教場発足[1]
- 1948年1月 - 袴野中学校として独立[1]。福田村立袴野小中学校に改称
- 1956年 - 益城町及び御船町中小学校組合立袴野小中学校となる。
- 1958年7月 - 校歌校章を設定する[1]
- 2011年 - 袴野中学校休校
- 2013年3月 - 閉校[1]。小学校は御船町立七滝中央小学校へ、中学校は御船町立御船中学校へそれぞれ統合。

## 行事
- 5月-中学修学旅行（沖縄、3年に一度実施）
- 9月-運動会（800m走（小学生　低学年は400ｍ）、800m走（中学生）、創作ダンス、技巧走）
- 11月-文化祭（バザー、音楽劇）

## 部活
- テニス
- 水泳
- 陸上

## その他
- 毎月ごみ拾いをしている
- もち米づくりをしている